# Бесдорф
Бесдорф (њем. Besdorf) општина је у њемачкој савезној држави Шлезвиг-Холштајн. Једно је од 112 општинских средишта округа Штајнбург. Према процјени из 2010. у општини је живјело 260 становника. Посједује регионалну шифру (AGS) 1061011.

## Географски и демографски подаци
Бесдорф се налази у савезној држави Шлезвиг-Холштајн у округу Штајнбург. Општина се налази на надморској висини од 13 метара. Површина општине износи 7,4 km².

## Становништво
У самом мјесту је, према процјени из 2010. године, живјело 260 становника. Просјечна густина становништва износи 35 становника/km².